# Solastalgia
Solastalgia è il quinto album in studio della cantante australiana Missy Higgins, pubblicato il 27 aprile 2018.
Il titolo riprende il neologismo coniato nel 2003 dal filosofo australiano Glenn Albrecht per definire quel sentimento di infelicità che le persone provano quando l'ambiente in cui vivono viene radicalmente trasformato da forze estranee al loro controllo

## Tracce
1. Starting Again
2. Cemetery
3. Futon Couch
4. Red Moon
5. How Was I to Know
6. Yesterday Must Die
7. The Difference
8. Don't Look Down
9. Hallucinate
10. 49 Candles
11. Strange Utopia
12. The Old Star